# Уго Бушерон
Уго Бушерон (фр. Hugo Boucheron, нар. 30 травня 1993) — французький веслувальник, олімпійський чемпіон 2020 року, чемпіон світу та Європи.

## Виступи на Олімпіадах
| Олімпіада           | Дисципліна   | Місце |
| ------------------- | ------------ | ----- |
| Ріо-де-Жанейро 2016 | парні двійки | 6     |
| Токіо 2020          | парні двійки | 1     |
| Париж 2024          | парні двійки | 8     |

## Зовнішні посилання
- Уго Бушерон — олімпійська статистика на сайті Sports-Reference.com (англ.) (архівна версія)
- Уго Бушерон на сайті FISA.